# Codium
Els còdiums (Codium) son un gènere d'algues verdes pertanyent a la família de les codiàcies (Codiaceae). Té unes 50 espècies distribuïdes per tot el món. L'espècie Codium vermilara es diu peluqueta, o bé perruca o perruqueta al Penedès i Torredembarra, mentre que el Codium bursa s'anomena boina o beca, i el Codium fragile són coneguts com a fideus.

## Descripció
El gènere té dues formes de tal·lus, erectes o prostrats. Les plantes són erectes dicotòmicament ramificades de fins a 40 cm de llarg amb branques que formen una estructura esponjosa compacta, no calcària. Les branques finals formen una capa superficial de teixit en estacada com a escorça d'utricles. Enes espècies amb tal·lus prostrats o globulars amb una superfície vellutada, les branques terminals formen una escorça tancada d'utricles.
Té una distribució cosmopolita, havent-n'hi a la Xina, al Japó, en el Pacífic, a Amèrica d'Alaska fins al Cap Horn, a Austràlia i Nova Zelanda, a les Illes Britàniques, a la Badia de Cadis, a Espanya, Noruega, Dinamarca i els Països Baixos.
La boina o beca (Codium bursa) és una especia que es pot trobar al Mediterrani occidental i a l'Atlàntic oriental i, per tant, es troba a les aigües dels Països Catalans i a diversos indrets de la península Ibèrica. Son una espècia verda esfèrica vellutada, i amb el temps s'enfonsa pel mig i es fa aplanada com un disc, cosa que li dona la imatge de boina. Pot assolir fins a 40 cm de diàmetre. Viu sobre les roques del fons marí fins a 10 m de fondària, o fins als 45 metres, d'acord amb algunes pàgines. Es pot trobar, arrencada del fons, flotant per aigües somes, o bé arribades a les platges.

## Consum

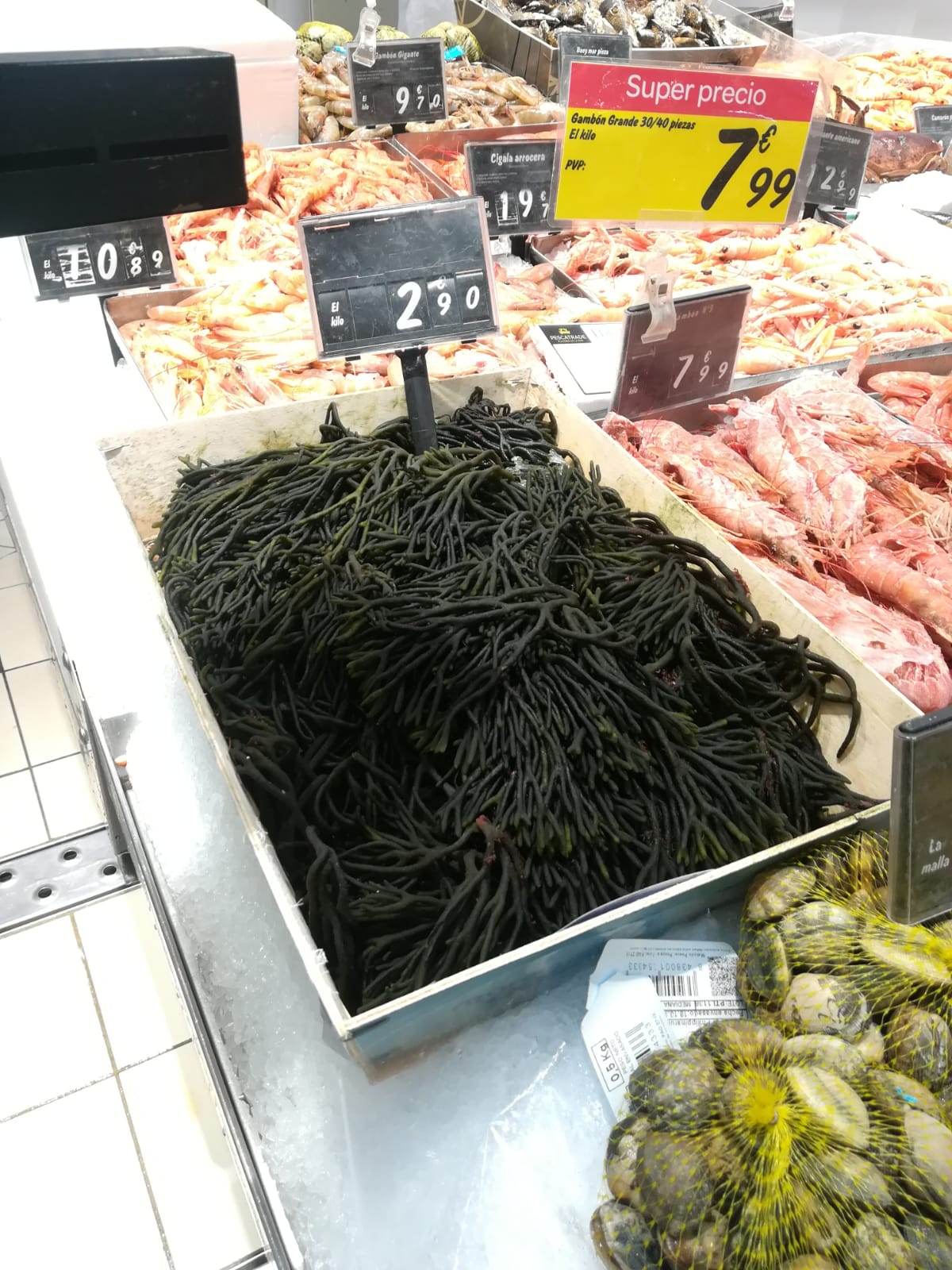
L'espècie Codium tomentosum exposada a la venda en una peixateria d'Espanya.

Algunes espècies es poden menjar crues, en amanides, amaniments, aminada russa i salpicons, o acompanyant sashimis, tatakis, tàrtars, ceviches, usuzukuris i makis. Adobades aporten gran aroma. Poden usar-se com a guarnició de sopes o cremes fredes. Tal com l'ogonori, ofereix cremositat i forta sabor en arrossos, paelles, fideuà, risottos i guisats mariners.

## Taxonomia
- Codium adhaerens
- Codium arabicum Kuetz.
- Codium bulbopilum Setch.
- Codium bursa C. Agardh, 1817 - beca o boina
- Codium carolinianum
- Codium cuneatum Setch. & Gardn.
- Codium decorticatum (Woodward) Howe
- Codium difforme
- Codium divaricatum Gepp.
- Codium edule
- Codium foveolatum Howe
- Codium fragile (Suringar) Hariot - fideus
- Codium geppii Schmidt
- Codium hubbsii Dawson, 1950
- Codium intertextum
- Codium isthmocladum Vickers, 1905
- Codium johnstonei Silva
- Codium mamillosum Harv.
- Codium reediae
- Codium repens P.Crouan et H.Crouan exVickers
- Codium ritteri Setchell et Gardner, 1903
- Codium saccatum
- Codium setchellii Gardner, 1919
- Codium simulans
- Codium spongiosum Harv.
- Codium taylori Silva
- Codium tomentosum Stackh.
- Codium vermilara - peluqueta, perruca, perruqueta